# 紅葉谷駅
紅葉谷駅(もみじだにえき)は広島県廿日市市宮島町南町にある宮島ロープウエー紅葉谷線の駅。

## 概要
1階に切符売場があり、2階が乗り場となっている。自動改札などはないが、2階の乗り場で乗車する前に改札が行われる。コインロッカー、顔はめパネルが駅の前に設置されている。榧谷駅方面から下ってきたゴンドラは乗り場と反対側に到着し、U字の線を通り乗り場へまわる。乗り場の反対側には使われていないホームがある。

## 駅周辺
- 紅葉谷公園
- 奥紅葉谷公園
- 弥山登山道紅葉谷コース

## 隣の駅
宮島ロープウエー紅葉谷線
紅葉谷 - 榧谷